# Cetylpyridiniumchlorid
Cetylpyridiniumchlorid (CPC) ist eine quartäre Ammoniumverbindung, die aufgrund ihrer antiseptischen Wirkung als Arzneistoff in Lutschtabletten und Mundspüllösungen und -sprays zur Behandlung von Infektionen und Entzündungen der Mundhöhle und des Rachenraums sowie zur Linderung von Halsschmerzen und Schluckbeschwerden eingesetzt wird. Auch zur Vorsorge gegen SARS-CoV-2 kann CPC eingesetzt werden, da durch Zerstörung der Lipidhülle die Viruslast im Speichel reduziert wird. Darüber hinaus findet die Substanz Anwendung als Konservierungsmittel zur Haltbarmachung von Arzneimitteln und ist auch in Zahnpasta und flüssigen Zahnpflegeprodukten zur Vorbeugung gegen Zahnbelag und Zahnfleischentzündungen enthalten.
Arzneimittel mit Cetylpyridiniumchlorid als Wirkstoff sind in der Regel nicht verschreibungspflichtig und als sogenannte OTC-Arzneimittel in Apotheken erhältlich. Die therapeutische Wirksamkeit zur Behandlung von Infektionen im Mund- und Rachenbereich ist jedoch nicht durch aussagekräftige klinische Studien belegt und je nach Anwendungsform zum Teil umstritten, da die Substanz durch den Speichel schnell aus der Mundhöhle ausgewaschen wird. Aus diesem Grund wird es in einigen Medikamenten in Kombination mit anderen Wirkstoffen (z. B. Oxybuprocain) eingesetzt.

## Handelsnamen
Monopräparate
Anginetten (D), Dobendan (D, A), Optisana Halstabletten (D), Heilusan Halstabletten (D), Doreperol (A), Halset (A), Medicazin Halstabletten (D)
Kombinationspräparate
Angina MCC (CH), Anginazol (CH), Anginex (A), Citropain (CH), Coldistan (A), Dentinox (A), Dolo-Dobendan (D), Fentrinol (A), Gem Halsweh (CH), Gurfix (A), Hextriletten (CH), Lidazon (CH), Lysopain (CH), Mebucaïne (CH), Neo-Angin (CH), Otothricinol (CH), Septolete (D), Wick Sulagil (D), dm das gesunde Plus Gurgellösung (D) mit Aluminiumchlorid